# Wilhelm Bergstein
Wilhelm „Willi“ Bergstein (* 4. August 1939 in Oidtweiler; † 8. Dezember 2022 in Baesweiler) war ein deutscher Fußballspieler. Als Mittelstürmer von Alemannia Aachen absolvierte der Torjäger in der seinerzeit erstklassigen Oberliga West von 1960 bis 1963 insgesamt 70 Ligaspiele und erzielte dabei 59 Tore. Anschließend spielte Bergstein noch zwei Jahre für Aachen in der Regionalliga West; dort kam er noch zu zehn Einsätzen und vier Toren.

## Laufbahn
Mit seinem ersten Verein im Seniorenbereich, den SV Baesweiler 09, gewann der stämmige Torjäger in der Saison 1959/60 in der Verbandsliga Mittelrhein vor dem Siegburger SV 04 mit 80:48 Toren und 44:12 Punkten die Meisterschaft. In der WFV-Meisterschaft setzte sich aber BV Osterfeld durch und die zwei herausragenden Offensivkräfte der Grün-Weißen aus Baesweiler, Mittelstürmer Bergstein und Halbstürmer Alfred Glenski, wechselten zur Runde 1960/61 zu Alemannia Aachen in die Oberliga West. Mit der Verbandsauswahl des Mittelrhein hatten die zwei Baesweiler Akteure zuvor den Länderpokal durch einen 3:0-Sieg gegen die Verbandsauswahl Hessen errungen. Die erfolgreiche Sturmformation des Mittelrhein hatte sich aus den Angreifern Karl-Heinz Thielen, Karl-Heinz Ripkens, Willi Bergstein, Alfred Glenski und Willibert Kremer zusammengesetzt.

Die Debütsaison von Bergstein, 1960/61, verlief für den neuen Aachener Sturmführer sehr erfolgreich. Er erzielte in der schwarz-gelben Angriffsformation in 24 Ligaspielen 25 Tore und nahm damit in der West-Torjägerliste hinter Jürgen Schütz (27 Tore) von Vizemeister Borussia Dortmund, den zweiten Platz ein. Er startete mit sechs Treffern in den ersten zwei Rundenspiele in die Oberligarunde. Am 14. August 1960 erzielte er beim 4:0-Heimsieg gegen den VfL Bochum wie auch eine Woche später beim 6:4-Erfolg beim SC Viktoria Köln jeweils drei Treffer und unterstrich damit seine Torjägerqualitäten auch gegen die Vertragsfußballer der Oberliga West. In der Rückrunde war er gegen dieselben zwei Gegner wiederum als dreifacher Torschütze erfolgreich. Nach seinen drei Treffern am 26. Dezember 1960 zum 3:0-Heimsieg gegen den SC Viktoria Köln – die Viktoria wurde von Hennes Weisweiler trainiert –, wurde im Spielbericht von Franz Joseph Küsters notiert:

„Neben einem temperamentvollen Spiel beider Mannschaften und einem prächtigen Sieg der Aachener war der Eindruck, daß die Aachener mit dem Ex-Baesweiler Willi Bergstein einen sagenhaft glücklichen Griff getan haben, schlechthin überwältigend. Ließ doch dieser 'Uwe Seeler des Westens' den vier Toren in Bochum nun wieder drei gegen die Viktoria folgen.“

 Aachen belegte unter Trainer Helmut Kronsbein mit 61:61 Toren den achten Rang in der Oberliga.
In seiner zweiten Oberligasaison, 1961/62, konnte er mit 20 Treffern in 28 Einsätzen seine Abschlussqualitäten erneut unter Beweis stellen. Dies trotz des negativen Alemannia-Torverhältnisses von 50:56 Toren, womit die Gelb-Schwarzen aus dem Stadion Tivoli im Weltmeisterschaftsjahr 1962 nur den 11. Rang in der West-Oberliga belegen konnten. In der Torschützenliste rangierte er torgleich mit Jürgen Schütz, hinter Manfred Rummel (26 Tore) und Karl-Heinz Thielen (25 Tore), auf dem dritten Rang. Am 8. Oktober 1961 hatte der Aachener Torjäger in der DFB-Juniorenländerelf U23, beim 5:0-Sieg in Gelsenkirchen gegen Polen an der Seite der Sturmkollegen Thielen, Werner Ipta, Jürgen Schult und Oskar Lotz zwei Tore erzielt. Eine Woche danach war er vierfacher Torschütze beim 4:1-Erfolg in der Oberliga beim Punktspiel gegen den Duisburger SpV. Das Spieljahr endete für den Mann aus Baesweiler am 6. Mai 1962 mit seinem zweiten Einsatz in der Juniorennationalmannschaft. Im heimischen Stadion in Aachen gewann die DFB-Elf mit 3:0 Toren gegen Frankreich und Bergstein gehörte wiederum zu den Torschützen.
Im letzten Jahr des alten erstklassigen Oberligasystems, 1962/63, kam der torgefährliche Mittelstürmer verletzungsbedingt zu nur 18 Ligaeinsätzen. Er erzielte dabei 14 Tore und sein Verein landete punktgleich mit dem Tabellenvierten Preußen Münster auf dem 5. Rang der Abschlusstabelle, mit einem Punkt Rückstand zum Meidericher SV auf dem 3. Rang. Seinen ersten Pflichtspieleinsatz konnte der Torjäger erst am 13. Spieltag, den 11. November 1962, beim 2:2-Remis gegen den 1. FC Köln absolvieren. Die Alemannia war mit 9:13 Zählern auf dem 11. Platz rangierend nach Köln gereist. Im Anschluss zeichnete er sich als Doppeltorschütze bei den Erfolgen gegen Borussia Dortmund (4:0) und Hamborn 07 (5:1), sowie als Dreifachtorschütze gegen den SC Viktoria Köln (6:4) und Westfalia Herne (3:1) aus und trug sich auch am Rundenschlusstag, den 11. Mai 1963, beim 2:1-Heimerfolg gegen Bayer 04 Leverkusen in die Torschützenliste ein. Mit 58:42 Toren und 37:23 Punkten schloss Alemannia Aachen auf dem 5. Rang stehend, die Runde ab.
Da Aachen nicht in die 16er-Staffel der neu installierten Bundesliga aufgenommen wurde, setzte der verletzungsgeplagte Angreifer seine Karriere 1963/64 in der als Unterbau der Bundesliga eingeführten Regionalliga West fort. Die Alemannia gewann zwar die Westmeisterschaft mit 105:37 Toren und 59:17 Punkten überlegen vor dem Wuppertaler SV und Fortuna Düsseldorf, aber diverse Verletzungen (Muskulatur, Knie) ließen für Bergstein lediglich sechs Einsätze in der Regionalligasaison zu. Die ersten zwei Rundenspiele absolvierte er im August 1963, die nächsten zwei Spiele im Februar 1964, ehe im April 1964 nochmals zwei Ligaspiele möglich waren. In der Aufstiegsrunde zur Bundesliga lief er nur im Heimspiel am 10. Juni 1964 gegen den Südmeister KSV Hessen Kassel auf, in den anderen Begegnungen mussten Christian Breuer und Josef Martinelli ohne den Torjäger auskommen. Aachen enttäuschte und kam mit 4:8 Punkten hinter dem überraschenden Aufsteiger Hannover 96 und Kassel lediglich auf den 3. Rang.
Aber auch in der folgenden Saison, 1964/65, lief es für Bergstein nicht besser. Aachen kam mit drei Punkten Rückstand zum Überraschungsmeister Borussia Mönchengladbach zur Vizemeisterschaft und zog damit erneut in die Aufstiegsrunde ein. In der Vorrunde bestritt er nur drei und in der Rückrunde – am 31. Januar 1965 gegen den Wuppertaler SV – gar nur ein Pflichtspiel. In der Aufstiegsrunde – vom 29. Mai bis 26. Juni 1965 – absolvierte er dann nach fast vier Monaten Wettkampfpause zwar alle sechs Spiele gegen den FC Bayern München, 1. FC Saarbrücken und Tennis Borussia Berlin, aber er konnte nicht an die Form aus der Oberliga West anknüpfen.
Ab dem Sommer 1965 versuchte er in den Niederlanden beim MVV Maastricht seine Spielerkarriere fortzusetzen, musste aber 1967 endgültig seine Spielerlaufbahn beenden. Danach war der in Baesweiler wohnhafte Ex-Torjäger noch im Amateurbereich bei verschiedenen Vereinen – SV 07 Setterich, Eschweiler SG, Oberbrucher BC 09, SV Baesweiler 09 – tätig.

Im Buch von Franz Creutz erklärte er rückblickend die besondere Tivoli-Atmosphäre und den Grund der damaligen Erfolge aus seiner Sicht:

„Die Tivoli-Atmosphäre war einzigartig. Als Spieler hatte man immer das Gefühl der Unterstützung durch das Publikum, auch wenn es mal nicht gut lief. Viele Spiele, die schon verloren schienen, wurden dadurch noch umgebogen. [...] Es wurde bedingungslos gekämpft. Das Korsett der Mannschaft bildeten noch viele Spieler aus Aachen und der Umgebung, die sich von der Mentalität her für die Mannschaft zerrissen. Teilweise sind wir heute noch befreundet.“